# Барабинские татары
Бара́бинские тата́ры (бара́бинцы; тат. бараба, бараба татарлары) — часть сибирских татар, коренное тюркоязычное население междуречья Оби и Иртыша. Как и большинство сибирских татар, не выделяют себя как особую этническую общность, и причисляют себя к татарам.

## Численность

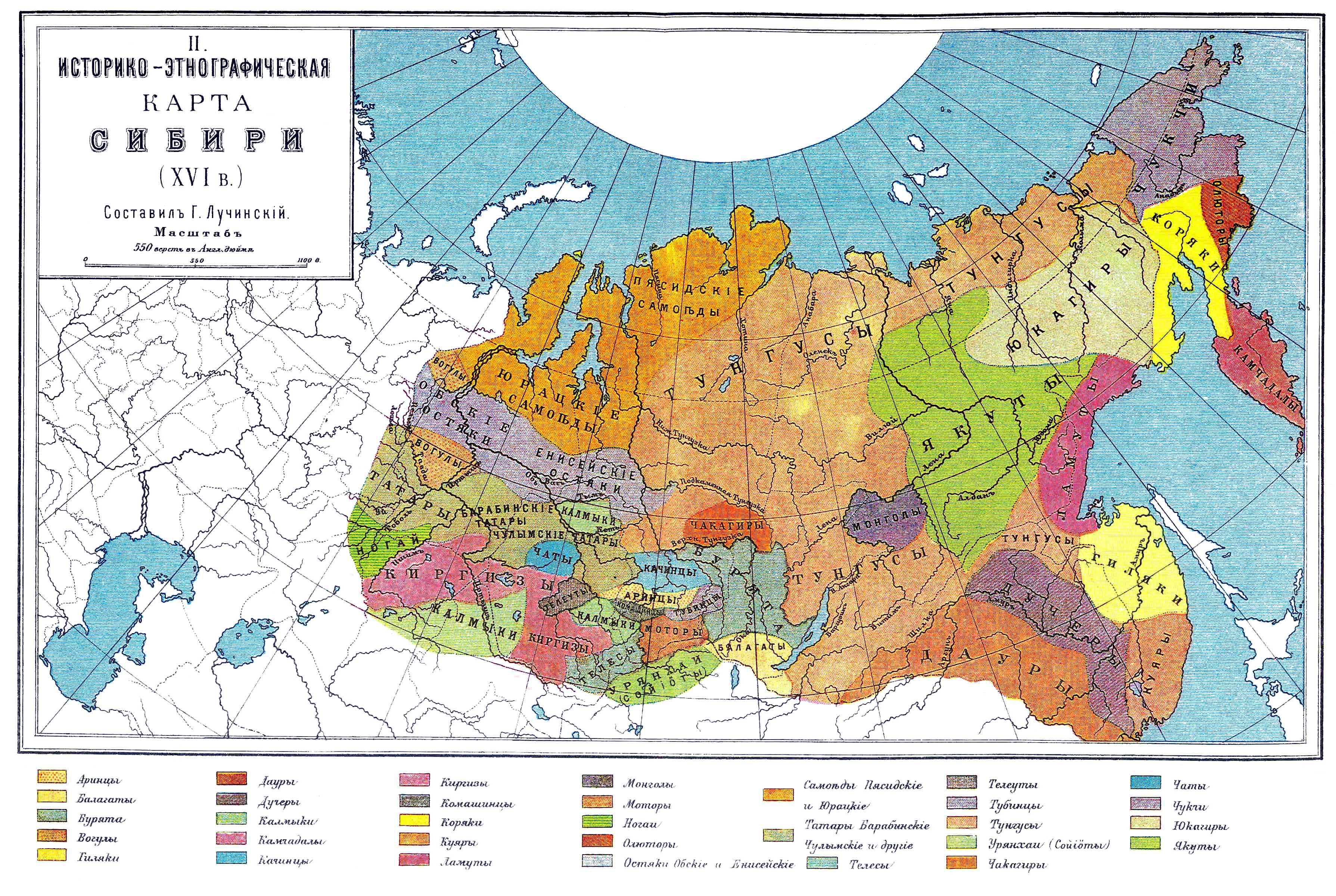
Историко-этнографическая карта Сибири (XVI в.). Изображение взято из Энциклопедического словаря Брокгауза и Ефрона

Как отдельный народ барабинцы указаны в переписях населения 1897 и 1926 годов. Согласно переписи 1897 года численность барабинцев составила 4 433 человека. В 1926 году их численность была определена в 7528 человек. По оценке этнографов, в 1971 году численность барабинцев составляла 8 380 человек. По данным института филологии СО РАН, в Новосибирской области в 2012 году жило около 8 000 барабинских татар. Всероссийская перепись населения 2010 года учла граждан, определивших себя как «бараба» в составе более широкой этнографической группы — сибирские татары. Вследствие этого, достоверных данных о числе людей, идентифицирующих себя как «барабинские татары» в настоящее время, нет. В среде выходцев из сибирскотатарских аулов продолжаются процессы ассимиляции, с одной стороны, в рамках татарской нации, с другой стороны — с русским большинством. Существует и другая точка зрения — что пришлые волго-уральские татары, напротив, ассимилируются с барабинскими в местах компактного проживания последних и говорят в быту на барабинском диалекте.

## Этнографические группы
В составе барабинских татар выделяют 3 этнографические группы: барабинско-туражские, любейско-тунусские и теренинско-чойские татары.

## История
В XVI в. барабинцы входили в состав Сибирского ханства,
«были за Кучумом». Сибирского хана называли иногда даже «сыном барабинских степей», а сами степи и урманы Барабы его «родными местами».
Жили барабинцы в XVI в. в небольших поселениях разбросанно почти по всей степи, концентрировались чаще у озер, р. Оми и Тары. Были у них и укрепленные городки — такие известны у оз. Чаны, Яркуль, по р. Оми, сохранились названия городков Тонтуры (во второй половине XVI в. резиденция кучумова наместника Буян-Бия), Тунуса и др.
В 1628 г. вспыхнуло восстание барабинцев, возмущенных произволом и поборами со стороны сибирских воевод. Возглавляли восставших князья барабинцев Когутей, Кушлудук и Енбай. Восставшие уничтожили небольшой казачий отряд, состоявший из 18 казаков во главе с сыном боярским. Они убили нескольких сборщиков ясака, сожгли один из острожков и ограбили поселение других татар, сохранивших верность российским властям. После этого восставшие откочевали подальше от границ российских владений к землям телеутов в Верхнем Приобье.
Барабинцы упоминаются в путешественных записках Лоренца Ланга в 1715—1718 гг:
Дальше путь шёл через Барабу — большую степь, по ней надо было ехать до Томска. В степи, где встречались болота, росли берёзы и другие деревья. Зимой там живут татары; русские называют их барабинские татары. Летом они перекочёвывают на реку Тару и другие небольшие реки.